# Линия Юрдингена

Границы линии Юрдигена: тёмным цветом обозначены границы с отчётливо прослеживающимися признаками изоглоссы, светлым — размытие границ или отсутствие чётких признаков (Польша, отчасти Бранденбург и Ангальт)

В немецкой диалектологии линия Юрдингена (нем. Uerdinger Linie) — это изоглосса Ik-/Ich- или Ek-/Ech-. Например, к северу от этой линии говорят: „ek gonn noar hüss“ (я иду домой), тогда как к югу от неё стандартному немецкому „ich“ соответствует диалектное „ech“, „esch“ или „isch“, и фраза будет звучать так: „esch jon noo huus“ (нем. ich gehe nach Hause).
Линия Юрдингена начинается у бельгийского Лёвена, проходит через нидерландские города Рурмонд, Венло и Фирзен, пересекает Рейн между Юрдингеном-Крефельдом и Дуйсбургом-Мюндельхаймом, проходит к северу от Минтарда вдоль Рура, затем через Бергишес-Ланд, встречаясь у Вупперталя с линией Бенрата. Линия в сущности совпадает с границей Зигерланда и Зауэрланда, причём она проходит через территорию общины Венден (южная часть относится к южнонемецкой диалектной зоне), после чего эта линия снова отделяется от линии Бенрата (там говорят: „ech make“). Восточнее на территории Бранденбурга она снова отделяется от линии Бенрата и проходит к югу от Берлина (там говорят: „i(c)k mache“).